# Chak Bilgan
Chak Bilgan (em panjabi: ਚੱਕ ਬਿਲਗਾਂ) é uma aldeia localizada no distrito de Shaheed Bhagat Singh Nagar, no estado de Punjab, na Índia. Está localizado a 3,6 (2,2 mi) quilômetros de Behram, 10 (6,2 mi) quilômetros da cidade de Banga, 21 quilômetros (13 mi) do distrito Shaheed Bhagat Singh Nagas e 114 quilômetros (71 mi) da capital do estado, Chandigarh. A aldeia, assim como as demais indianas, é governada por um sarpanch, eleito democraticamente pela maioria da população residente no assentamento.

## Demografia
Segundo o relatório publicado pelo Censo da Índia de 2011, a aldeia Chak Bilgan é composta por um total de 389 casas e a população total é de 1822 habitantes, dos quais 903 são do sexo masculino e 919, do sexo feminino. O nível de alfabetização da aldeia é 87.42% maior que a média do estado, a qual é de 75.84%.
Conforme constatação do Censo, 547 pessoas exercem seu trabalho fora da aldeia; dessas, 480 são homens e 67 são mulheres. O levantamento do governo também consta que 91.22% dos trabalhadores ocupam um serviço como trabalho formal e único, enquanto os outros 8.78% estão envolvidos em atividades marginais, trabalhando como meio de subsistência em diferentes lugares em menos de seis meses.

## Educação
Na aldeia, não há nenhuma escola, e os estudantes precisam ir a outras aldeias para estudar; muitas dessas aldeias estão distantes por dez quilômetros. Nas proximidades, destaca-se a Lovely Professional University a 24 quilômetros. Outras instituições de ensino também representam papel importante na região: Amardeep Singh Shergill Memorial e Right of Children to Free and Compulsory Education Act.

## Transporte
A estação de trem mais próxima de Chak Bilgan é Banga; no entanto, a estação principal, Phagwara, está a 16,6 quilômetros (10,3 mi) de distância. O aeroporto mais perto é Sahnewal, localizado a 65 quilômetros, e o aeroporto internacional mais próximo é o Sri Guru Ram Dass Jee, a 133 quilômetros.